# Control Arms
Control Arms är en kampanj som drivs gemensamt av Amnesty International, IANSA samt Oxfam. Kampanjen går ut på att kontrollera vapen och riktar främst in sig på England och USA med mål att införa ett strängare system gällande handel med vapen.
Kampanjen inleddes år 2003 med uppstartandet av en webbplats till vilken alla fick skicka in en bild eller ett självporträtt och skriva några rader. Målet var att år 2006 ha miljontals medlemmar i kampanjen. Den miljonte personen som lade upp en bild på hemsidan år 2006 fick presentera hela idén för FN:s generalsekreterare Kofi Annan, och ungefär 250 000 hade gått med i kampanjen innan året var slut. FN röstade igenom förslaget att börja jobba med att minska vapenhandeln.
Kampanjen var ett stort steg eftersom det inte är i det land som tillverkat vapnen som skadan är störst, utan det är när vapnen säljs vidare till andra länder i exempelvis Afrika, Asien, Latinamerika eller Mellanöstern.